# Banjar
Banjar è una suddivisione dell'India, classificata come nagar panchayat, di 1.262 abitanti, situata nel distretto di Kullu, nello stato federato dell'Himachal Pradesh. In base al numero di abitanti la città rientra nella classe VI (meno di 5.000 persone).

## Geografia fisica
La città è situata a 31° 37' 60 N e 77° 20' 60 E e ha un'altitudine di 1.961 m s.l.m..

## Società

### Evoluzione demografica
Al censimento del 2001 la popolazione di Banjar assommava a 1.262 persone, delle quali 695 maschi e 567 femmine. I bambini di età inferiore o uguale ai sei anni assommavano a 100, dei quali 52 maschi e 48 femmine. Infine, coloro che erano in grado di saper almeno leggere e scrivere erano 1.059, dei quali 616 maschi e 443 femmine.